# Bitches Broken Hearts
Bitches Broken Hearts è un singolo della cantante statunitense Billie Eilish, pubblicato il 30 marzo 2018 dalla Darkroom e Interscope Records.

## Tracce
Testi e musiche di Billie Eilish, Finneas O'Connell e Emitt Fenn, eccetto dove indicato.
Download digitale
1. Bitches Broken Hearts – 2:56

7"
1. You Should See Me in a Crown – 3:00 (Billie Eilish, Finneas O'Connell)
2. Bitches Broken Hearts – 2:56

## Formazione
Musicisti
- Billie Eilish – voce
- Emitt Fenn – voce, programmazione della batteria, pianoforte, sintetizzatore
- Finneas O'Connell – chitarra, sintetizzatore, arrangiamento

Produzione
- Emitt Fenn – co-produzione, ingegneria del suono, missaggio, mastering
- Finneas O'Connell – co-produzione